# María de los Ángeles de la Paz
María de los Ángeles de la Paz Riveros (Santiago, 15 de noviembre de 1968) es una abogada y política chilena, gobernadora de la provincia de Valparaíso entre 2018 y 2019.

## Biografía
Nació en el 15 de noviembre de 1968. Sus estudios básicos y medios los realizó en Colegio Saint John’s  Villa Academy de Santiago. Es casada y tiene tres hijos. Es abogada de la Universidad Gabriela Mistral.

## Carrera pública y política
Antes de asumir responsabilidades durante el primer gobierno de Sebastián Piñera, ejerció como abogada de la Oficina de Protección de Derechos de la infancia en la Municipalidad de Viña del Mar.
Entre los años 2010 y 2014 se desempeñó como Jefa de Gabinete de Serviu Valparaíso, Seremi de Desarrollo Social de la Región de Valparaíso, y Directora Regional del Servicio Nacional de la Mujer de Valparaíso.
Fue nombrada delegada municipal para atender las necesidades de los damnificados del gran incendio de Valparaíso en 2015, durante la alcaldía de Jorge Castro Muñoz. Hasta el 11 de marzo de 2018 se desempeñaba como administradora municipal de la comuna de María Pinto, fecha en que asume como gobernadora de la provincia de Valparaíso. Dejó el cargo el 18 de octubre de 2019 para presentarse como candidata a alcaldesa de Valparaíso.
En el año 2020 asume como Vicepresidente Nacional del Partido Evolución Política.

## Historial electoral

### Elecciones parlamentarias de 2021
- Elecciones parlamentarias de 2021 a Diputados por el distrito 7 (Algarrobo, Cartagena, Casablanca, Concón, El Quisco, El Tabo, Isla de Pascua, Juan Fernández, San Antonio, Santo Domingo, Valparaíso y Viña del Mar)[5]

| Candidato                    | Pacto                   | Partido | Votos  | %   | Resultados |
| ---------------------------- | ----------------------- | ------- | ------ | --- | ---------- |
| Tomás Lagomarsino Guzmán     | Nuevo Pacto Social      | Ind-PR  | 26 349 | 7.4 | Diputado   |
| Jorge Brito Hasbún           | Apruebo Dignidad        | RD      | 23 358 | 6.6 | Diputado   |
| Andrés Celis Montt           | Chile Podemos Más       | RN      | 19 101 | 5.3 | Diputado   |
| Camila Rojas Valderrama      | Apruebo Dignidad        | COM     | 17 761 | 4.9 | Diputada   |
| Luis Sánchez Ossa            | Frente Social Cristiano | PRCh    | 16 347 | 4.6 | Diputado   |
| Hotuiti Teao Drago           | Chile Podemos Más       | Ind-EVO | 16 061 | 4.5 | Diputado   |
| Luis Cuello Peña y Lillo     | Apruebo Dignidad        | PCCh    | 13 305 | 3.7 | Diputado   |
| Tarek Giacamán Mahana        | Chile Podemos Más       | EVO     | 13 141 | 3.7 |            |
| Paul Sfeir Rubio             | Frente Social Cristiano | PRCh    | 8982   | 2.5 |            |
| Juan Pablo Rodríguez Oyarzun | Chile Podemos Más       | UDI     | 8840   | 2.5 |            |
| Jorge Castro Muñoz           | Chile Podemos Más       | UDI     | 8718   | 2.4 |            |
| Carmen Ibáñez Soto           | Chile Podemos Más       | RN      | 7692   | 2.2 |            |
| Constanza Valdés Contreras   | Apruebo Dignidad        | COM     | 7339   | 2.1 |            |
| Tomás De Rementería Venegas  | Nuevo Pacto Social      | Ind-PS  | 5820   | 1.6 | Diputado   |
| María de la Paz Riveros      | Chile Podemos Más       | EVO     | 5192   | 1.5 |            |